# Karbi
La llengua karbi coneguda també com a mikir o com a arleng és la llengua pròpia dels karbis (el poble karbi o mikir) de la família de llengües tibetobirmanes, subdividida en karbi i amri (dialecte de l'anterior però prou diferent per ser considerada llengua separada). No té escriptura i utilitza els caràcters llatins i ocasionalment els caràcters assamesos. Ocupa una posició intermèdia entre el bodo i el cachari (kachari) i alguns dialectes del naga.
Els missioners cristians foren els primers que van escriure karbi, fundant un diari anomenat Birta el 1903. El Reverend R.E. Neighbor va escriure un vocabulari anglès i mikir el 1878 que és considerat el primer diccionari karbi; el primer diccionari anglès-mikir es va publicar el 1904; els primers detalls del poble els van donar Sir Charles Lyall i Edward Stack's (The Mikirs, 1908), i el primer diccionari el va escriure G.D. Walker el 1925. La història del poble s'ha conservat en les tradicions orals especialment la Mosera ("cridant el passsat").